# TOG II
TOG II (офіційне позначення: англ. Heavy Tank, TOG II) — британський прототип надважкого танка періоду Другої світової війни, подальший розвиток проєкту танка TOG I. Розробка тривала з 1941 року та була остаточна припинена в 1944 році.

## Історія
TOG 2 став розвитком танка TOG, який отримав свою назву від прізвиська The Old Gang («банда старих» або «стара банда»), яке носив Комітет з розробки спеціальної техніки (англ. Special Vehicle Development Committee) Міністерства постачання Великої Британії через те, що в ньому працювали люди, які розробляли британські танки під час Першої світової війни.
Танк схожий зі своїм попередником TOG і запозичив у нього багато конструктивних особливостей, але при цьому використовувалася нова башта з 76,2 мм гарматою QF 17 pounder. Цю башту пізніше було доопрацьовано та встановлено на танк Cruiser Mk VII Challenger. Також було вирішено відмовитися від ромбоподібної гусеничної схеми танка TOG, типової для британських танків Першої світової, гусениці вже не повною мірою охоплювали борти корпусу. Перші випробування прототипу відбулися у березні 1941 року.

## Збережені зразки
Зберігся один екземпляр модифікованої версії танка TOG II* у Бовінгтонському танковому музеї.

## У культурі
TOG II* представлений як важкий преміумтанк 6-го рівня в MMO-іграх World of Tanks і World of Tanks Blitz.